# Zeila (Schiff)
Die Zeila (Aussprache: [zɪlʌ]) war ein Fischereischiff, das im August 2008 vor der Küste Namibias strandete und seitdem als Touristenattraktion bekannt ist.

## Geschichte und Charakteristika
Der Sterntrawler war eisverstärkt und hatte eine Ladekapazität mit einem Gesamtvolumen von etwa 43 m³ und besaß zudem einen rudimentären Fischverarbeitungsraum.
Die Zeila ist eines der letzten Schiffe einer Serie von sieben bauähnlichen Schiffen der Werft Sterkoder Mek. Verksted in Kristiansund, die für die Fischereigesellschaft Fishery Products, Neufundland, gebaut wurden. Die Zeila trug die Baunummer 46. Die Ablieferung an die Fischereigesellschaft erfolgte am 24. März 1975. Anschließend wurde sie zusammen mit ihrem Schwesterschiff Zidani in San Sebastián für eine Versuchsreihe der Fischereigesellschaft nachgerüstet. Am 23. April 1975 erreichte der Trawler seinen Operationshafen in Catalina (Neufundland) und nahm bis November desselben Jahres an der Versuchsreihe teil. Bis Ende der 1980er Jahre stand die Zeila unter dem Kommando eines portugiesischen Kapitäns. Während einer der Neufundlandfahrten verstarb eines der Besatzungsmitglieder durch einen Sturz ins Meer, bei einer weiteren Fahrt rettete die Zeila neun Besatzungsmitglieder eines gesunkenen Fischereischiffes. Im Laufe der Jahre musste die Zeila zudem mehrfach aufgrund von Maschinenschäden abgeschleppt werden. 1993 wurde der Trawler stillgelegt und 1994 zusammen mit ihrem Schwesterschiff Zogi an die namibische Ohlthaver & List-Gruppe verkauft und operierte bis zu ihrer erneuten Stilllegung von Walvis Bay aus.

## Havarie und Verbleib
Mitte 2008 sollte das bereits entkernte Schiff von einem weiteren für die Verschrottung vorgesehenen Trawler von Walvis Bay nach Mumbai in eine Abwrackwerft geschleppt werden. In der Nacht des 25. August riss das Schleppseil nahe Walvis Bay, woraufhin der Trawler mit zwei indischen Seemännern an Bord rund vierzehn Kilometer südlich von Henties Bay entfernt direkt vor der Küste auf Grund lief. Die beiden indischen Seemänner konnten gerettet werden. Im Laufe der Zeit ist das gut sichtbare Wrack der Zeila zu einer beliebten Touristen- und Fotoattraktion geworden.
Im Februar 2019 musste ein 68-jähriger Swakopmunder durch die lokale Feuerwehr und freiwillige Helfer von Bord des Wracks gerettet werden, da er, nach Betreten des Wracks, aus eigener Kraft nicht wieder an Land schwimmen konnte. Aufgrund der rauen See dauerte die Rettung über mehrere Stunden an.

## Galerie

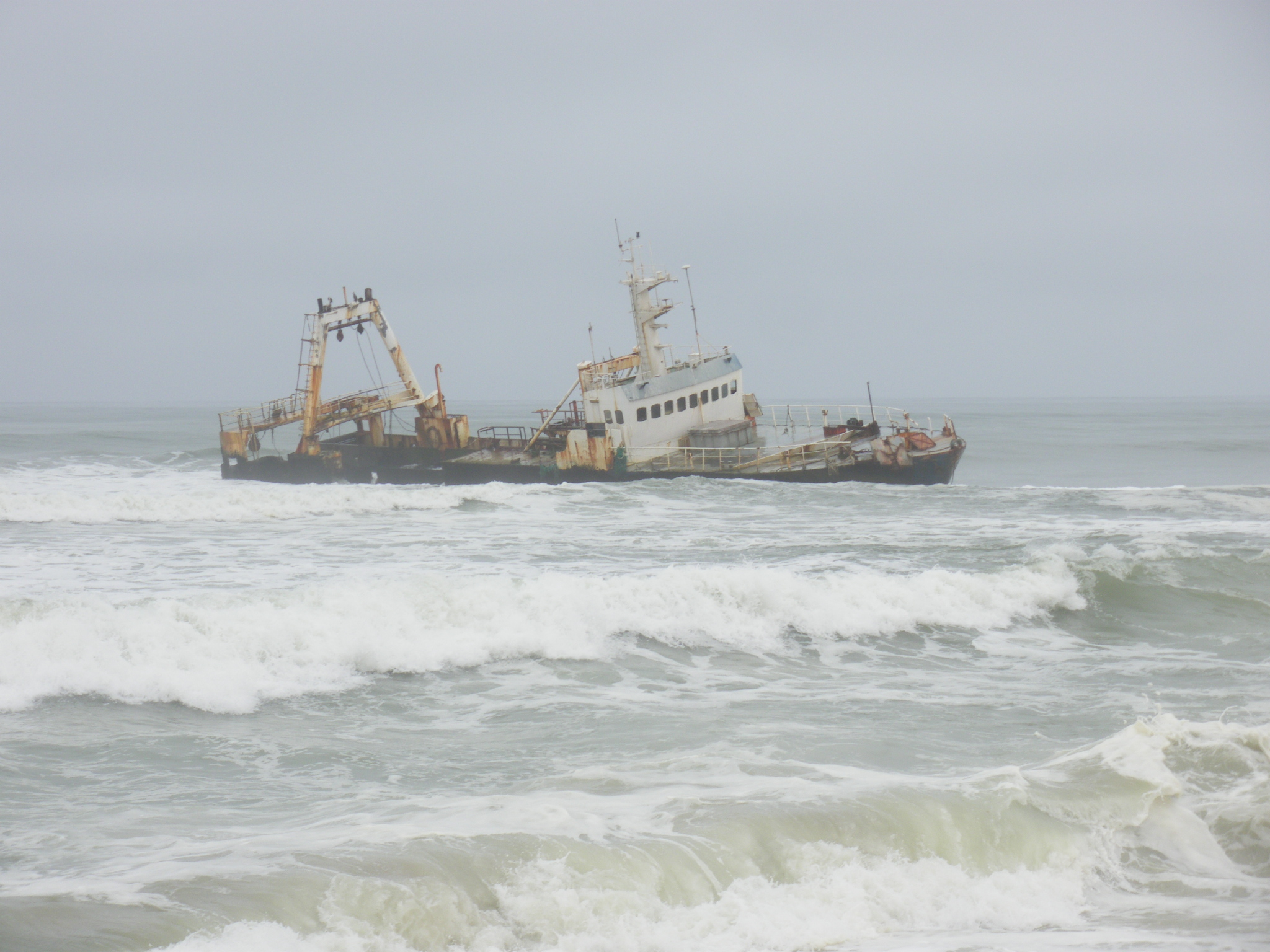
Die Zeila knapp ein Jahr nach der Havarie im Jahr 2009
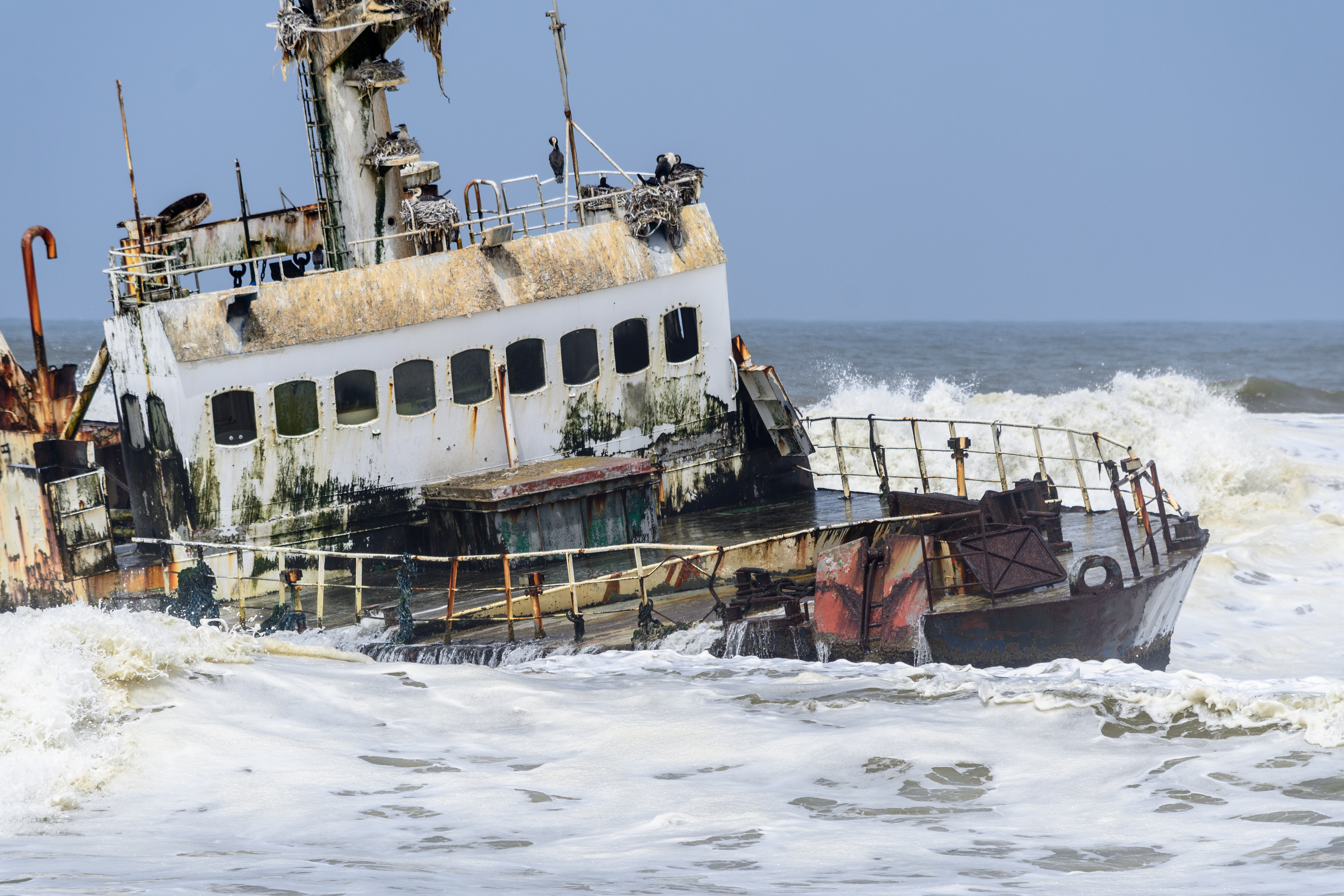
Nahaufnahme des Bugs im Jahr 2014
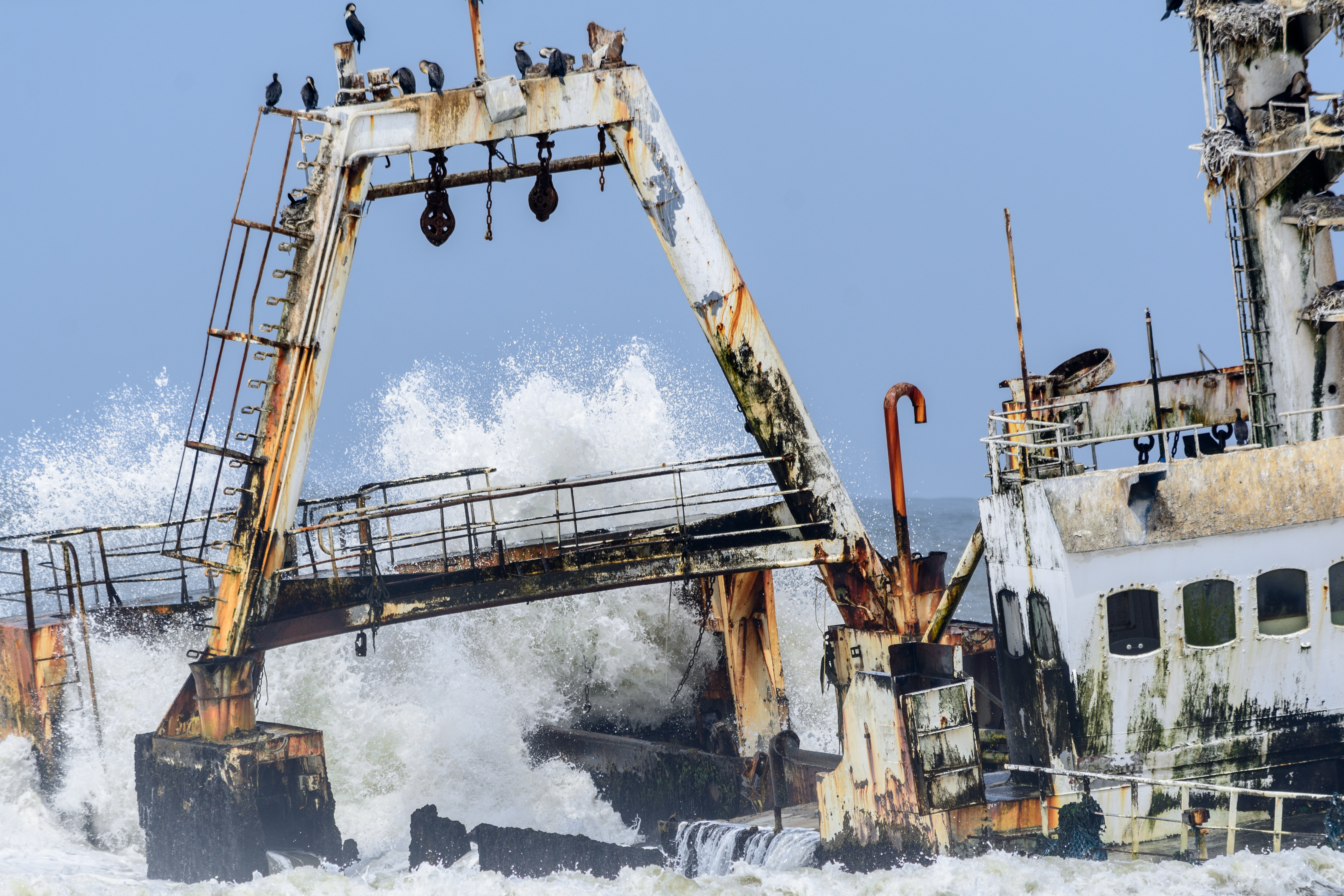
Nahaufnahme des Hecks im Jahr 2014
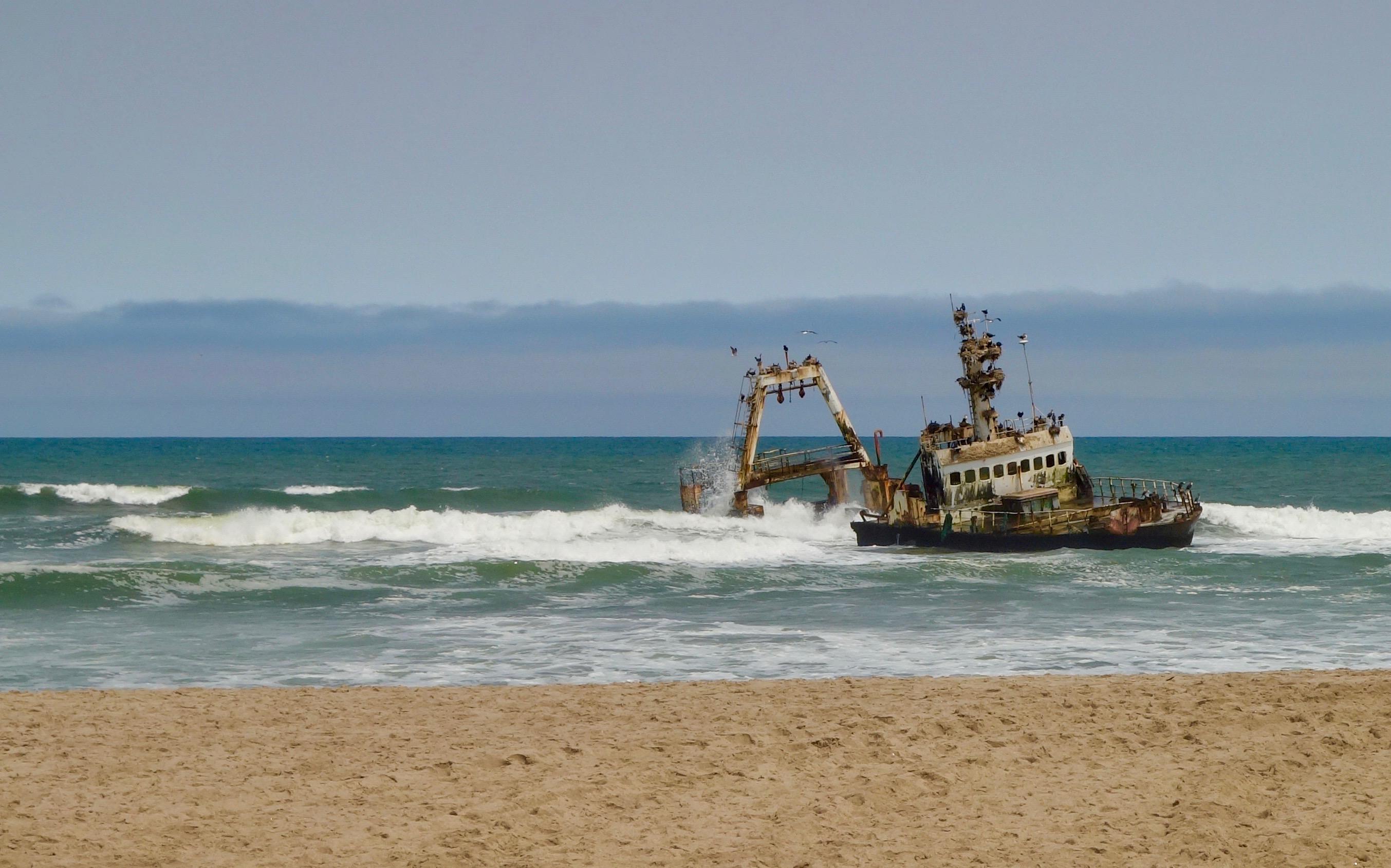
Das verfallende Wrack im Jahr 2017